# Somos Amigos
Somos Amigos es un grupo de música cubano que trabaja la integración de diferentes estilos musicales. Fue fundado por el bilbaíno Imanol Ortiz en 1995 y por él han pasado músicos de prestigio internacional. Es una referencia en el denominado "latin jazz".
Imanol Ortiz, precusionista vasco funda en La Habana un sexteto al que bautiza con el nombre de Somos Amigos, en honor del quinteto ―entonces ya disuelto― Los Amigos. El repertorio inicial era instrumental, con piezas propias y de otros grupos. La fusión de diferentes estilos (swing y latin jazz; el chachachá y el wawancó enredados en rumba o flamenco) va conformando el trabajo del grupo en el que han participado relevantes figuras:
- Orlando Cachaíto López,
- Tata Güines,
- Guillermo Barreto,
- Jesús Rubalcaba,
- Michel Camilo,
- Wilfredo Vargas,
- Joaquín Olivares,
- Jordi Bonell y
- Frank Emilio López.[2]

En el año 2005 el tema Aquellas pequeñas cosas del álbum conjunto Cuba le canta a Serrat fue nominado a los Grammy Latinos.
Su actual cantante es Carlos Kolunga.

## Discografía de "Somos amigos"
- Da cappo. 1996.
- Pa’ gozar. 1999.
- Somos amigos. 2001, Discográfica Envidia.
- Buscando el rumbo. 2003, Discográfica Discmeri.
- La galea. 2003, Discográfica Discmeri.
- Imagínate, Cuba. 2003, Discográfica Discmeri.
- Cuba le canta a Serrat. 2005, Discográfica Discmeri.